# Anodorhynchus
Anodorhynchus je rod papoušků, pod který patří například druhy ara kobaltový, ara hyacintový a ara tyrkysový. Všechny tyto druhy spadají do tzv. „modrých papoušků“. Jednotlivé druhy tohoto rodu jsou zajímavé tím, že žijí v polootevřené krajině. Například ara kobaltový obývá v současnosti jen dvě oblasti v krajině caatinga.

## Druhy
- ara tyrkysový (Anodorhynchus glaucus)
- ara kobaltový neboli Learův (Anodorhynchus leari)
- ara hyacintový (Anodorhynchus hyacinthinus)[1]

## Ohrožení
Většina druhů tohoto rodu je (až na výjimky) velmi silně ohrožená. Velké části z nich hrozí v blízké době i vymření.
V současnosti obývají nejčastěji oblasti Amazonského pralesa.

## Chov v zoo
V evropských zoo jsou chovány dva druhy z tohoto rodu. Ara hyacintový byl v listopadu 2019 chován přibližně v devíti desítkách zoo Evropy. Ara kobaltový pak pouze ve třech zoo Evropy. Ara tyrkysový byl v několika evropských zoologických zahradách chován v 19. století a na počátku 20. století.
V Česku byl chován v listopadu 2019 ara hyacintový a ara kobaltový. První jmenovaný druh v sedmi zoo (Zoo Ostrava, Zoo Praha, Zoo Liberec, Zoo Jihlava, Zoo Zlín, Zoo Ústí nad Labem a Zoo Plasy). Ara kobaltový byl v tu dobu chován jen v Zoo Praha, kde je umístěn v Rákosově pavilonu (otevřen v září 2019), konkrétně v expozici Brazilská Caatinga.

## Fotografie

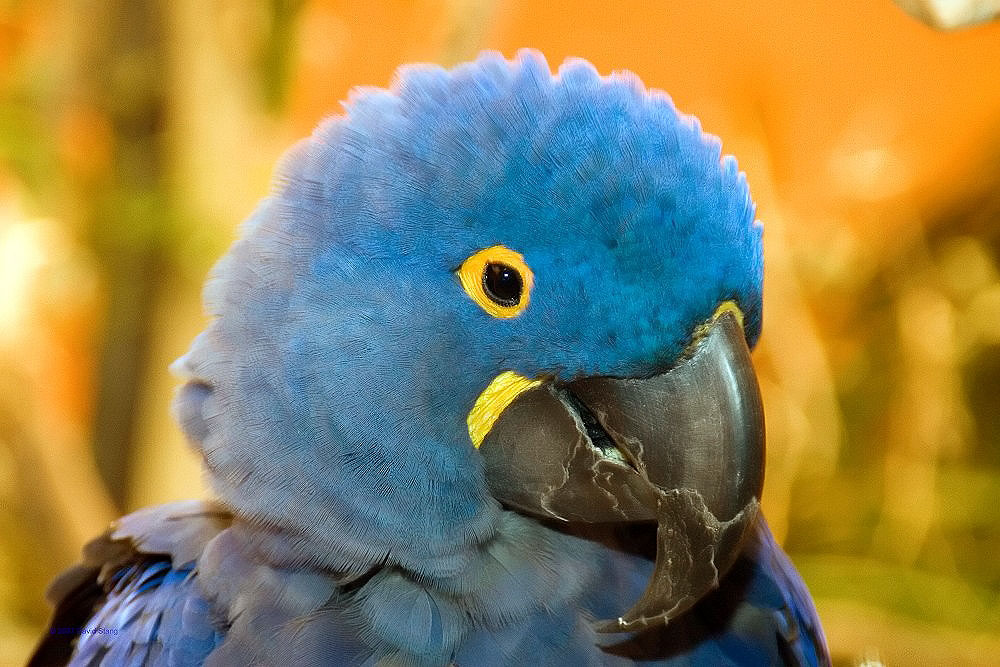
Ara hyacintový
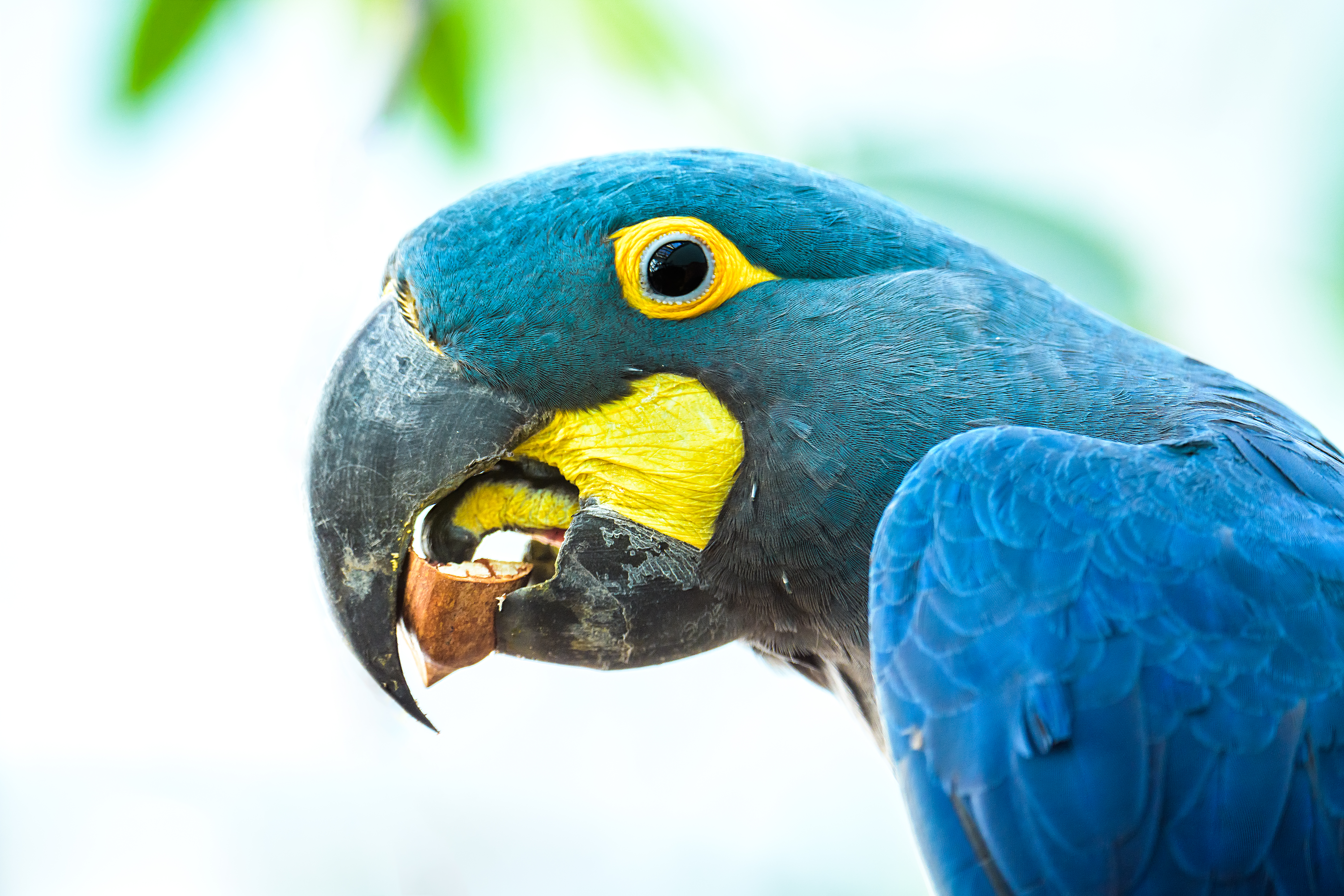
Ara kobaltový (Learův)
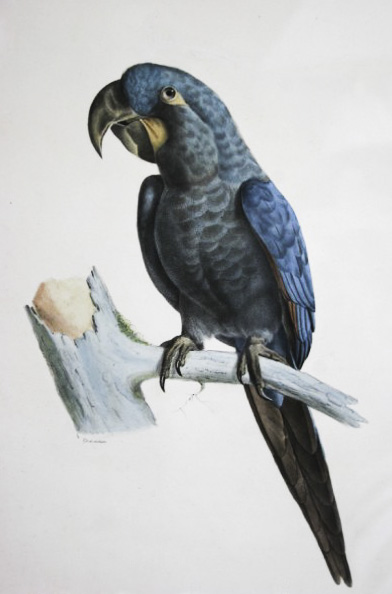
Kresba ary tyrkysového
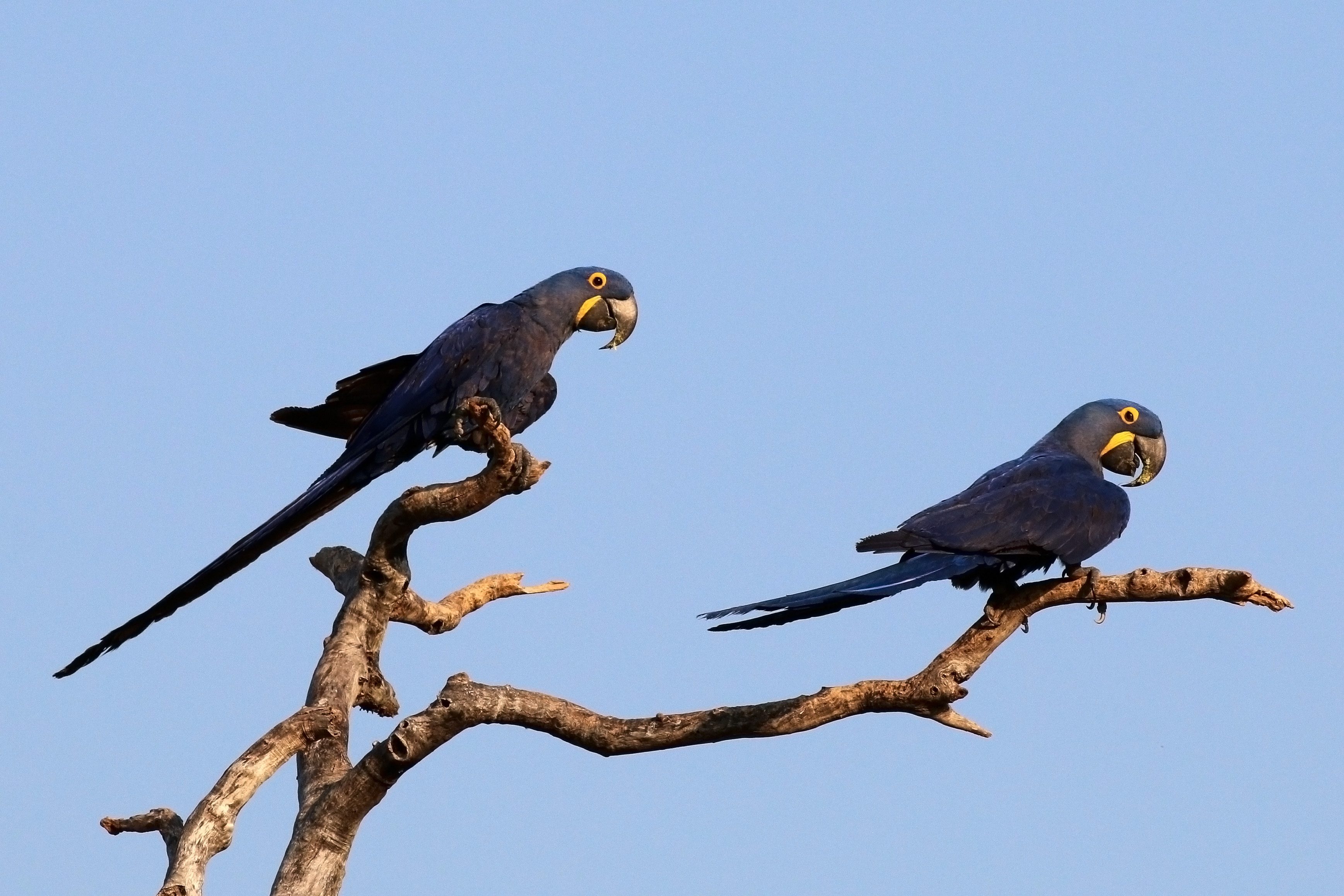
Ara hyacintový obývá hlavně oblasti Pantanalu
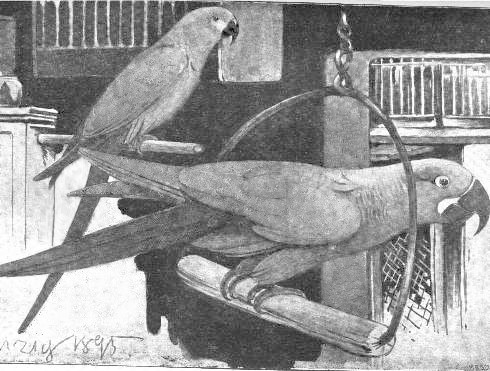
Historická fotografie A. glaucus